# 達馬萬德的馬斯穆罕王朝
達馬萬德的馬斯穆罕王朝（Masmughans of Damavand，中古波斯語: Masmughan-i Dumbawand, 波斯語: مس مغان دماوند,，意為達馬萬德的偉大美贊）是個地方王朝，大約在公元651年至760年統治達馬萬德及其周邊地區 。王朝創始人名為達馬萬德的馬當沙，出身自伊朗七大家族中的卡倫家族。

## 歷史
公元第9世紀穆斯林學者塔巴里是首先提到達馬萬德的馬斯穆罕王朝的人，據報導，達馬萬德的馬爾丹沙協助位於雷伊米黑蘭家族（也是伊朗七大家族之一）的西雅瓦克施，抵抗阿拉伯人。但西雅瓦克施和達馬萬德的馬爾丹沙的軍隊遭到擊敗。然後達馬萬德的馬爾丹沙以每年進貢的方式與阿拉伯人諦和。
在公元748/749年，阿巴斯王朝建國者阿布·穆斯林試圖降伏馬斯穆漢王朝，但他的部將穆薩·伊本·卡布（Musa ibn Kab）被熟悉地形的當地部隊伏擊，被迫撤回雷伊。在公元758/759年，由於阿巴維茲（Abarwiz）和他的兄弟（在阿拉伯語中僅簡稱為馬斯穆漢（Masmughan））之間的糾紛，阿巴維茲隨後投奔哈里發曼蘇爾，而得到曼蘇爾賞賜的撫卹金。在某些阿拉伯語的資料中，阿巴維茲被稱為Al-Masmughan Malik（國王馬斯穆漢，malik為「國王」之義），以驍勇而聞名。
公元760年，阿巴維茲的兄弟馬斯穆漢與他的岳父塔巴里斯坦的庫爾希德交戰，但當他得知阿拔斯王朝要遠征塔巴里斯坦時，他與岳父達成和解。阿巴斯王朝隨後擊敗塔巴里斯坦的庫爾希德以及馬斯穆漢，馬斯穆漢與他兩個女兒Bakhtariya和Shakla一起被虜。其中一位女兒嫁給阿巴斯王朝君王阿爾·馬赫迪為妻。

## 資料來源
- Pourshariati, Parvaneh. . London and New York: I.B. Tauris. 2008  [2021-08-06]. ISBN 978-1-84511-645-3. （原始内容存档于2017-01-04）.